# Heinrich Maria Gietl
Heinrich Maria Gietl (* 1. September 1851 in München; † 6. Januar 1918 ebenda) war ein deutscher Priester und Kirchenrechtler.

## Leben
Gietl wurde in München geboren und besuchte zunächst das Ludwigsgymnasium. Als sein Vater als Regierungsdirektor nach Ansbach übersiedelte, wechselte er 1862 auf das dortige Gymnasium, kehrte aber nach dem Tod seines Vaters ans Ludwigsgymnasium zurück. Er studierte an der Ludwig-Maximilians-Universität Philosophie und Theologie. 1875 wurde er im Freisinger Dom zum Priester geweiht. Noch im selben Jahr trat er in Graz dem Dominikanerorden bei und nahm den Ordensnamen Ambrosius an. Gietl lehrte einige Zeit an der Universität Fribourg. 1895 trat er aus gesundheitlichen Gründen aus dem Orden aus. Ab 1896 wirkte er als Benefiziat am Münchener Liebfrauendom. 1904 erfolgte schließlich die Berufung zum ordentlichen Universitätsprofessor für Kirchenrecht an der Ludwig-Maximilians-Universität. 1908–1909 und 1915–1916 bekleidete er das Amt des Dekans der Theologischen Fakultät.
1918 verstarb Gietl in München.
Ein Schüler Gietls war Anton Scharnagl.

## Ehrungen und Auszeichnungen
- 1915: Erzbischöflicher Geistlicher Rat
- 1917: Verdienstorden vom Hl. Michael IV. Klasse mit Krone

## Veröffentlichungen (in Auswahl)
- Die Sentenzen Rolands nachmals Papstes Alexander III. Freiburg 1891 (Dissertation).
- Hinkmars Collectio de ecclesiis et capellis. In: Historisches Jahrbuch 15 (1894), S. 556–573.
- Zur Geschichte der dispensatio in radice. In: Internationaler Kongress Katholischer Gelehrten (Hrsg.): Akten des Fünften Internationalen Kongresses katholischer Gelehrten. Zu München vom 24. bis 28. September 1900. München 1991, S. 256–261.
- Die zwangsweise Versetzung der Benefiziaten in der Lehre der mittelalterlichen Kanonisten von Gratian bis Hostiensis. In: Heinrich Maria Gietl und Georg Pfeilschifter (Hrsg.): Festgabe Alois Knöpfler zur Vollendung des 70. Lebensjahres gewidmet. Freiburg 1917, S. 110–118.